# Expedició dels Mil
L'Expedició dels Mil, també anomenada l'expedició dels camises roges, és un famós episodi del risorgimento italià que va tenir lloc el 1860.

## Antecedents
En la Segona guerra de la independència italiana el Regne de Sardenya-Piemont es va annexar a més de la Llombardia, Parma, Mòdena, l'Emília-Romanya i la Toscana i després d'aquestes conquestes, el 24 de març del 1860, el Piemont va acceptar signar el Tractat de Torí, en el qual van confirmar el traspàs de Niça i Savoia a França, tot i que no havien aconseguit expulsar els austríacs de Venècia.

## L'expedició
L'expedició va consistir en un contingent de 1.089 homes sota el comandament de Giuseppe Garibaldi enviats pel Regne de Piemont-Sardenya. El grup va sortir de la platja de Quarto (en l'actualitat Quarto dei Mille, a Gènova) i va desembarcar a la Sicília occidental. Va conquerir tot el Regne de les Dues Sicílies, patrimoni de la Casa de Borbó, la qual cosa va dur, després de la caiguda de Gaeta, on es refugiava Francesc II de les Dues Sicílies, a la seva dissolució i annexió per part del Regne de Sardenya, un important pas en la creació del Regne d'Itàlia.

## Conseqüències
Amb la signatura de la Pau de Praga com a final de la Tercera guerra de la independència italiana, el 1867 es va produir l'annexió italiana de la província austríaca de Venècia.